# ALCO RSD-39
La ALCo RSD-39 es una locomotora diésel-eléctrica fabricada entre 1965 y 1967 por American Locomotive Company y Euskalduna.

## Historia
Estas locomotoras fueron fabricadas por la planta de ALCo (acrónimo de American Locomotive Company) en Schenectady, Estados Unidos, y posteriormente en Villaverde, España, en la factoría Euskalduna.

### Historia en España
A principios de 1960, la mayoría del parque tractivo ferroviario en España estaba compuesto por locomotoras a vapor. Los altos costos de mantenimiento de estas máquinas, sumados a la baja demanda de las pequeñas líneas férreas en el sur del país, incentivaron la transición vapor-diésel en el ferrocarril. Al tiempo, Renfe adquirió 50 unidades diésel-eléctricas RSD-39 a American Locomotive Company. Al principio las unidades fueron fabricadas en Schenectady, Estados Unidos, pero para abaratar costos posteriormente fueron fabricadas en el país mediante una licencia proporcionada por ALCo, más concretamente en Villaverde, Madrid. Solamente 10 unidades fueron fabricadas en Estados Unidos, mientras que el resto en España.
En España, se conocieron como Serie 1300, hasta que posteriormente fueron renombradas como Serie 313 debido al cambio de las normas UIC.
Su dedicación principal fue el arrastre de los pesados trenes de mineral entre las minas de Alquife y el puerto de Almería, y líneas cortas, aunque en ocasiones fueron comandadas para liderar el expreso Barcelona - Granada, Madrid - Almería, o Barcelona - Almería. 
Las locomotoras fueron lentamente retiradas de servicio desde finales de la década de 1980, hasta que la última Serie 313 fue retirada en 1997.

### Historia en Argentina
Cuando empezaron a concesionarse varias empresas ferroviarias en el país, producto de la privatización del ferrocarril a comienzos de los años 1990 en la presidencia de Carlos Saúl Menem, las nuevas concesiones necesitaban de material tractivo, ya que la mayoría del material existente que antiguamente pertenecía a Ferrocarriles Argentinos, se encontraba fuera de servicio por estar desguazado, o en espera de reparación. Por lo tanto, en 1995 llegaron unidades importadas desde España, que antiguamente habían prestado servicio a manos de Renfe. En total, arribaron al país 18 unidades ALCo RSD-39, las cuales serían propiedad de Trenes de Buenos Aires (más conocida por su acrónimo TBA).
Estas unidades fueron sometidas a una reparación general, para posteriormente realizar su embarco a la Argentina. Al llegar al país, fueron trasladadas a los talleres de TBA, donde fueron intervenidas para realizar un recambio en sus faros simples, reemplazándolos por faros dobles para cumplir las normas de circulación nacional.
Una vez listas, las unidades fueron encargadas de comandar junto a las locomotoras GAIA, los servicios suburbanos de Victoria - Capilla del Señor, Villa Ballester - Zárate, pertenecientes a la línea Mitre y los servicios Merlo - Lobos y Moreno - Mercedes de la línea Sarmiento.

### Historia en Portugal
En 1989, Comboios de Portugal adquirió 18 unidades tras realizar una compra a Renfe, estas eran unidades que se habían retirado del servicio recientemente, y fueron renombradas como Serie 1320. Principalmente se las utilizaron para prestar servicios de mercancías y de pasajeros, pero en la actualidad son utilizadas como locomotoras de maniobras y para mantenimiento de la infraestructura.